# Naissance en 1371
Naissance
- 1367
- 1368
- 1369
- 1370
- 1371
- 1372
- 1373
- 1374
- 1375

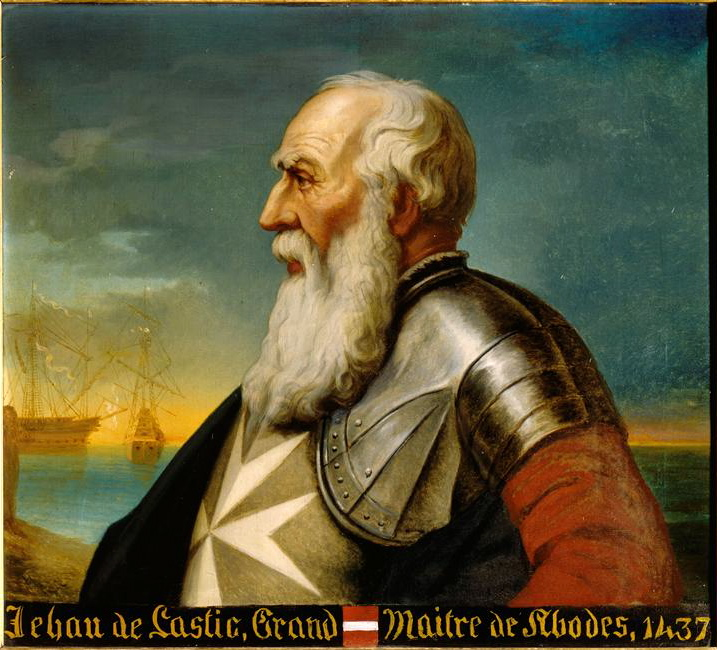
Jean de Lastic, né en 1371.

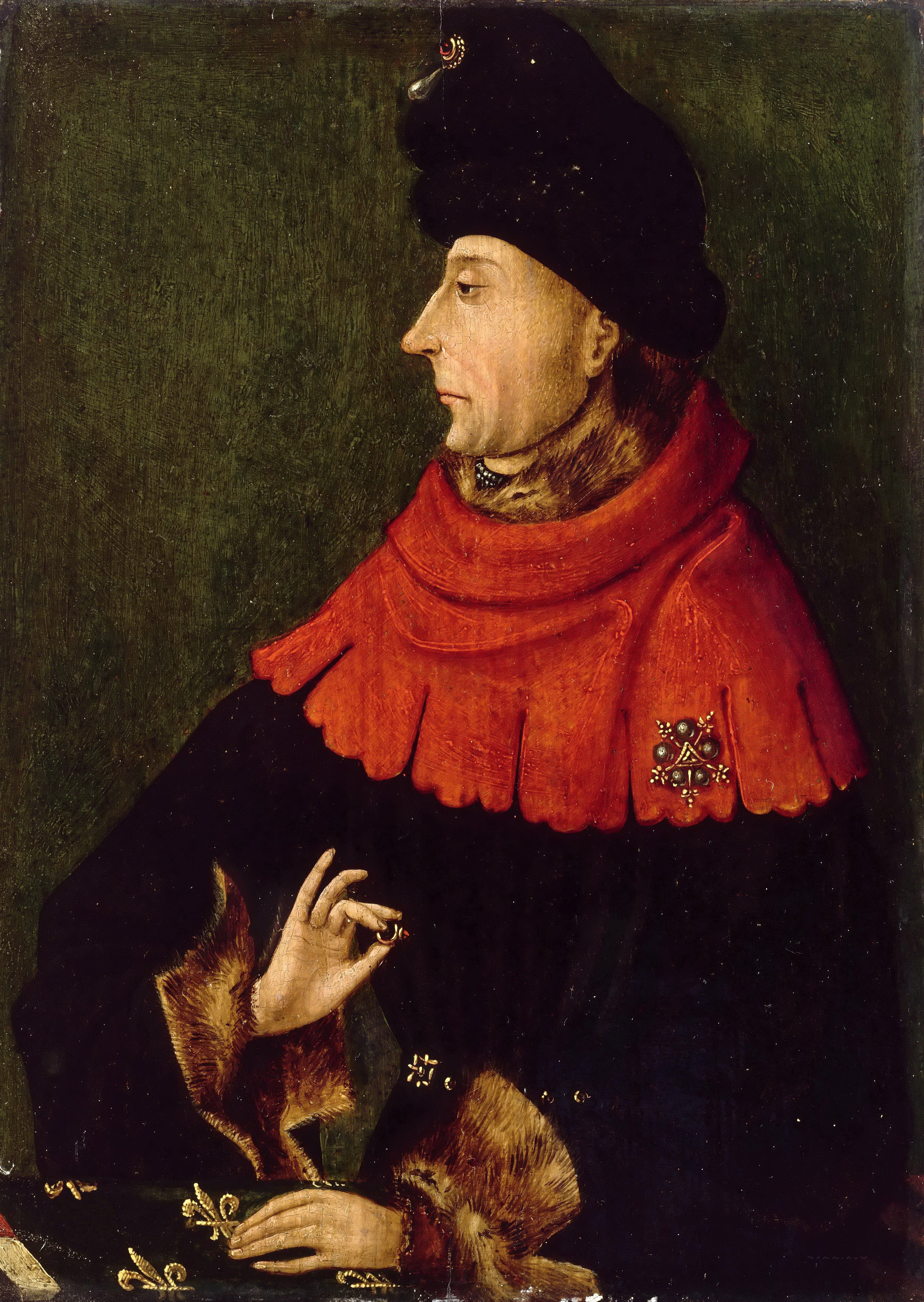
Jean Ier de Bourgogne, né en 1371.

Cette page dresse une liste de personnalités nées au cours de l'année 1371  :
- 23 avril : Guillaume II de Misnie, margrave de Misnie, fondateur de l’université de Leipzig.
- 28 mai : Jean Ier de Bourgogne, dit Jean sans Peur, duc de Bourgogne, comte de Flandre, d'Artois et de Charolais, comte palatin de Bourgogne, seigneur de Mâcon, Chalon et autres lieux.
- 21 septembre : Frédéric Ier de Brandebourg, burgrave de Nuremberg (Frédéric VI), margrave de Brandebourg-Ansbach, électeur de Brandebourg et margrave de Brandebourg-Kulmbach.
- 30 décembre : Vassili Ier Dmitrievitch, grand-prince de Moscou.

- Pierre Cauchon, évêque de Beauvais.
- Isabeau de Bavière, parfois aussi connue sous le nom d’Isabeau de Wittelsbach-Ingolstadt ou d’Isabelle de Bavière  (en haut-allemand Elisabeth von Wittelsbach-Ingolstadt), reine de France.
- Raoul de Gaucourt, seigneur de Gaucourt, d'Hargicourt et de Maisons-sur-Seine.
- Léopold IV de Habsbourg, membre de la lignée léopoldinienne de la maison des Habsbourg, duc d'Autriche antérieure.
- Marie Ire de Hongrie, reine de Hongrie.
- Jean de Lastic, trente-sixième grand maître de l'ordre de Saint-Jean de Jérusalem.
- Sophie de Lituanie, noble royale des Gédiminides.
- Jeanne de Vendôme, comtesse de Vendôme et de Castres.
- Shō Hashi, premier souverain du royaume de Ryūkyū (actuelle préfecture d'Okinawa), au Japon.
- Zheng He, eunuque chinois musulman et un explorateur maritime célèbre.

date incertaine (vers 1371)
- Jean Beaufort, 1er comte de Somerset, marquis de Dorset et marquis de Somerset.

## Crédit d'auteurs
- Cet article est partiellement ou en totalité issu de l'article intitulé « 1371 » (voir la liste des auteurs).